# Matra R550 Magic 2

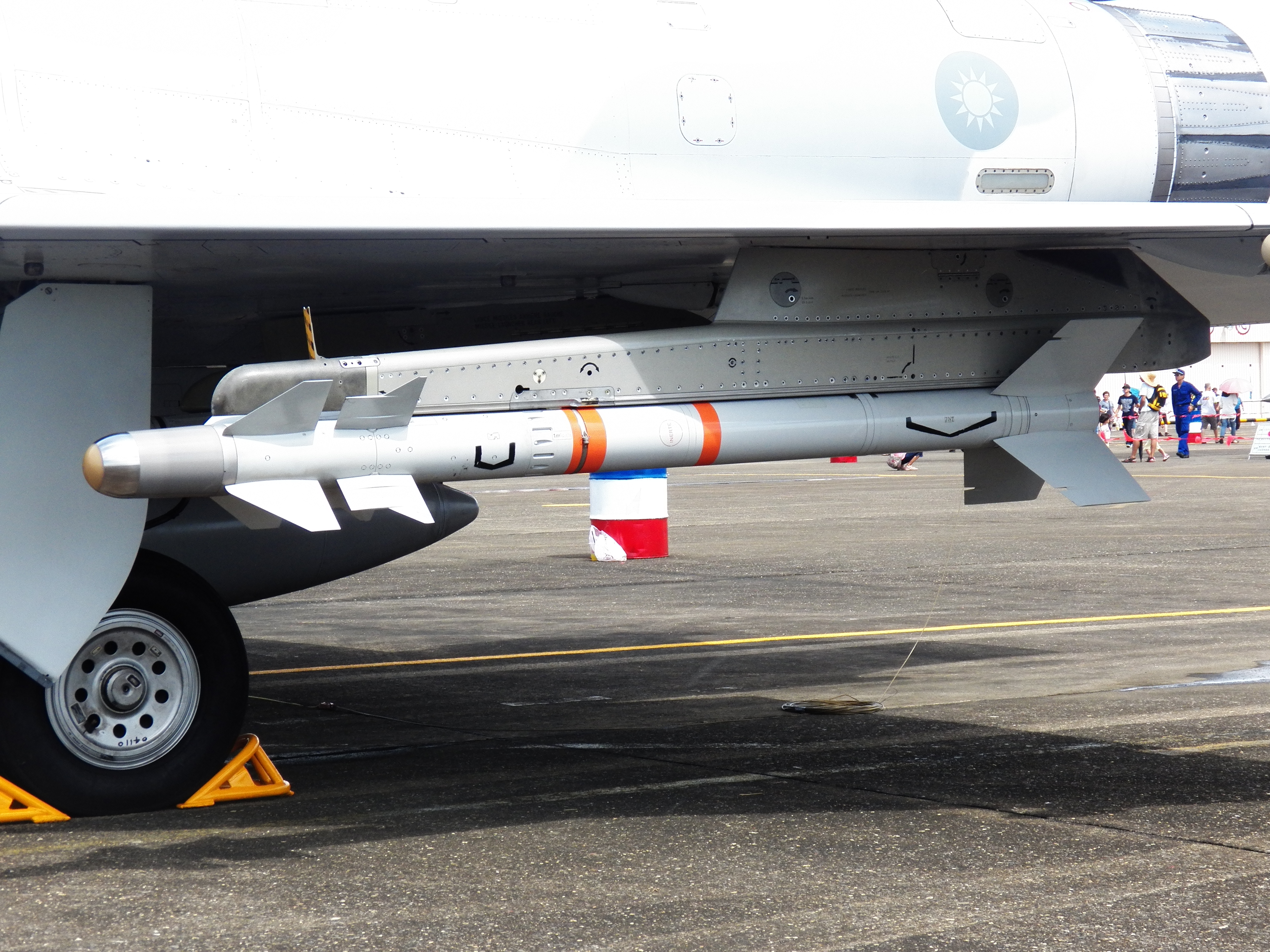
Een Matra R550 Magic 2 wordt gemonteerd onder een Mirage 2000.

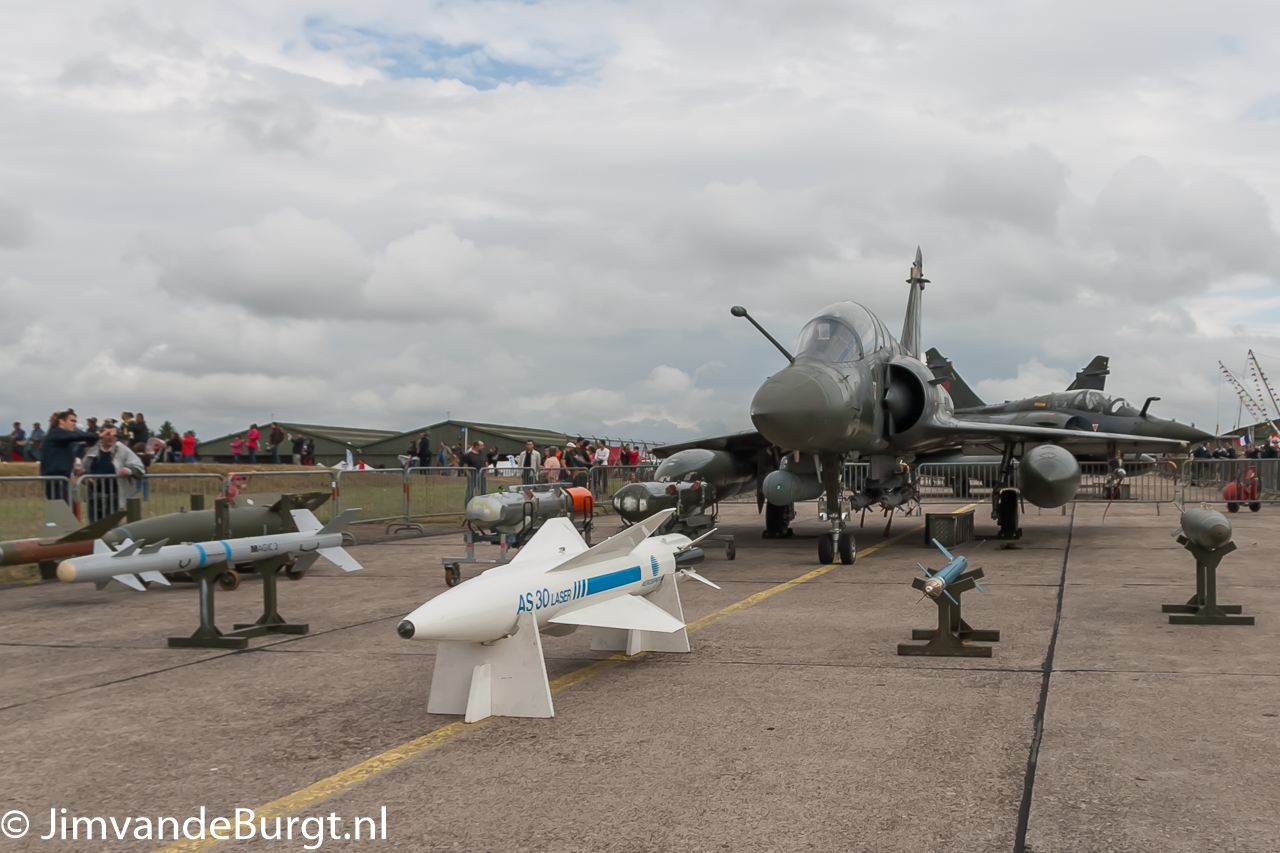
Een Magic 2 opgesteld samen met andere bewapening bij een Dassault Mirage 2000D in 2014.

De Matra R550 Magic 2 is een Franse lucht-luchtraket, ontwikkeld in 1986 door Matra.
De oorspronkelijke Matra R550 Magic werd ontworpen in 1968. De eerste testvluchten volgden in 1972 en de serieproductie in 1976. Het was het Franse alternatief voor de AIM-9 Sidewinder en behoorde tot de standaardbewapening van de Dassault Mirage III, de Mirage F1 en de Mirage 2000. De verbeterde versie, de Matra R550 Magic 2 werd vanaf 1986 geleverd voor montage onder Dassault Mirage jachtvliegtuigen, F-16 Fighting Falcon en Mikojan-Goerevitsj MiG-23.
De Matra 550 Mk2 Magic 2 is een korteafstand-raket, met een bereik van minder dan 15 km. Het is bedoeld voor gebruik in gevechten in dichte nabijheid. Het bewapeningssysteem heeft een infrarood Self-Director en is in staat om aanvallen uit te voeren in alle richtingen: achterzijde (de raket kan worden gelanceerd met als doel de achterkant van het beoogde vliegtuig), face-to-face en side-by-side. De infrarood Self-Director zorgt voor discrete, autonome passieve infrarood geleiding genaamd "Fire and Forget".
Door verschillende fusies waarin Matra Defense betrokken was, eindigde de lucht-luchtraket tegenwoordig in het productgamma van MBDA, die de systemen sinds 2001 levert. Doorheen de tijd werden 11.300 raketten van dit type gebouwd.
Het wapen wordt veelvuldig ingezet door de Franse luchtmacht. Zij voorzien een migratie naar de MICA raketsystemen vanaf 2020. Het behoort ook tot het wapenarsenaal van de Koninklijke Marokkaanse luchtmacht, de Griekse luchtmacht en de Iraakse luchtmacht. Het systeem wordt door de Pakistaanse luchtmacht gebruikt voor inzet als bewapening van de F-16 Fighting Falcon jachtvliegtuigen van hun nationale luchtmacht.

## Specificaties
- Belangrijkste functie: lucht-luchtraket voor korte afstand
- Motor: Protac vastebrandstofmotor
- Snelheid: Mach 2,7
- Bereik: 500 meter tot 15 km
- Lengte: 2,75 meter
- Diameter: 0,157 meter
- Spanwijdte: 0,66 meter
- Explosief: 12,5 kilogram hoogexplosief scherfgranaat
- Massa: 89 kilogram
- Richtsysteem: infrarood doelzoekende kop
- Introductie: 1986